# Monika Tutak-Goll
Monika Tutak-Goll – polska dziennikarka i reporterka.

## Życiorys
Ukończyła studia na Wydziale Dziennikarstwa i Nauk Politycznych Uniwersytetu Warszawskiego oraz studia na kierunku gender studies w Instytucie Badań Literackich Polskiej Akademii Nauk. Jest absolwentką Polskiej Szkoły Reportażu w Instytucie Reportażu.
Karierę dziennikarską zaczynała w „Expressie Wieczornym”, pracowała też m.in. w „Twojej Stolicy”, „Super Expressie”, redakcji multimedialnej Inforu i Radiu Infor.  Od 2014 roku wicenaczelna „Wysokich Obcasów” (weekendowego dodatku do „Gazety Wyborczej”), od 2022 roku redaktor naczelna tego tygodnika, serwisu wysokieobcasy.pl oraz miesięcznika „Wysokie Obcasy Extra”.
W 2019 roku dołączyła do grona prowadzących program 8:10 – podcast „Gazety Wyborczej”.
Od lat zajmuje się tematyką praw kobiet w Polsce. W 2023 roku członkini kapituły plebiscytu Warszawianka Roku.

## Twórczość
Jest autorką wywiadu–rzeki To nie deszcz, to ludzie, rozmowy z Haliną Birenbaum, ocalałą z Holocaustu. Książka ukazała się w 2019 roku nakładem Wydawnictwa Agora i znalazła się w finale plebiscytu na książkę roku portalu LubimyCzytać.pl w kategorii autobiografia, biografia, wspomnienia.